# GNUSim8085
GNUSim8085 es un simulador gráfico, ensamblador y depurador para el microprocesador Intel 8085 en GNU/Linux y Windows. Está entre los 20 ganadores de los premios FOSS India concedidos en febrero de 2008.

## Características

### Editor
- Editor del programa con una interfaz interactiva para la introducción de todas las funciones estándar.
- Resaltado de sintaxis en el editor para distinguir entre instrucciones, operandos, comentarios etc.
- Un visor separado de opcode que muestra el condigo ensamblado en hexadecimal.

### Ensamblador
- Soporte para todas las funciones estándar del Intel 8085.
- Soporte para las directivas de ensamblador más populares.

### Depurador
- Visor completo de registros y banderas.
- Soporte para puntos de interrupción.
- Ejecución/depuración paso a paso del programa.
- Conversor decimal-hexadecimal.
- Inspector en tiempo de ejecución de la pila y las variables definidas en el código fuente.
- Inspector y manipulador en tiempo de ejecución de la memoria y los puertos E/S.